# سیارک ۲۰۱۰۲
سیارک ۲۰۱۰۲ (به انگلیسی: 20102 Takasago، نامگذاری:1995BP15) بیست هزار و صد و دومین سیارک کشف شده‌است که در ۳۱ ژانویه ۱۹۹۵ کشف شد.
قدر مطلق سیارک برابر ۴۰٫۷ است.